# Warrego River
Der Warrego River ist ein Fluss im Osten Australiens.

## Geographie
Er entspringt im Südwesten des Bundesstaates Queensland und mündet im Nordwesten von New South Wales in den Darling River. Er ist der am weitesten nach Norden reichende Nebenfluss des Darling River.
Der Fluss fließt von seiner Quelle im Carnarvon-Nationalpark zunächst nach Westen und biegt dann nach Südwesten ab, bis er unterhalb Bourke in den Darling River mündet. Die wichtigsten Nebenflüsse des Warrego River sind der Nive River und der Langlo River.
Die Städte Augathella, Charleville, Wyandra und Cunnamulla liegen an den Ufern des Flusses. Cunnamulla hat als einzige dieser Siedlungen Flutmauern und ist somit gegen Überschwemmungen gesichert.

### Zuflüsse
Der größte Teil des Einzugsgebietes des Warrego River ist zu trocken für den Getreideanbau und weist nur sporadische Regenfälle von 350 bis 500 mm pro Jahr auf. Die natürliche Vegetation besteht aus Grünland auf den fruchtbareren Lehmböden und Meldenbüschen auf den weniger fruchtbaren roten Erden. Überwiegend wird das Land als Weideland für Schafe und Rinder genutzt; Bewässerung für den Getreideanbau erlaubt der jahreszeitlich stark differierende Wasserstand des Flusses nicht. Der Warrego River führt nur unregelmäßig Wasser. Es kommt durchaus vor, dass er jahrelang trockenfällt, und nennenswerte Wassermengen erreichen den Darling River nur in besonders nassen Jahren, in denen La Niña herrscht.

### Abflüsse
Unterhalb von Wyandra bildet der Fluss eine Reihe von Flussarmen. Bei Überschwemmungen leiten der Widgeegoara Creek, der Kudnapper Creek und der Noorama Creek Wasser in den Nebine Creek, einen Nebenfluss des Culgoa River, ab. Der Cuttaburra Creek verbindet den Warrego River über ein Verteilsystem von Flutkanälen und Feuchtgebieten mit dem Paroo River. Der Flussarm Irrara Creek mündet in den Kerribee Creek, der eine Reihe von Feuchtgebieten durchfließt, bevor er in den Utah Lake mündet.

## Überschwemmungen
Wenn das Wetterphänomen La Niña auftritt, sind Überschwemmungen am Warrego River meist die Folge. Größere Überschwemmungen in diesem Zusammenhang gab es 1950, 1954 bis 1956, 1971, 1973, 1998 und 2008. Die Flut, die die meisten Zerstörungen verursachte, hatte aber nichts mit dieser Wettererscheinung zu tun. Im April 1990 fiel als Folge von zwei extrem starken Trogwetterlagen um Ostern herum in Cunnamulla innerhalb von nur zwei Wochen über 400 mm Regen, was „mehr als einer kompletten Jahresmenge an Regen in mehr als 60 % der Jahre“ entsprach. Der Fluss erreichte, wie fast alle Nebenflüsse des Darling River, nahezu eine Rekordmarke und die Städte Augathella und Charleville wurden verwüstet. In Charleville mass man einen Höchststand von 8,54 Meter.

## Fauna
Der Warrego River ist einer der wenigen Flüsse, in denen der zu den Tigerfischen gehörige Bidyanus bidyanus (engl. silver perch) in freier Natur laicht. Die Dorschbarsche Macquaria ambigua (golden perch) und Maccullochella peelii (Murray cod) finden sich auch im Fluss. Die 500 km² große Carnarvon Station, einst eine riesige Ranch an der Quelle des Flusses, wurde 2001 vom Australian Bush Heritage Fund aufgekauft, um dort bedrohte Vogel- und sonstige Tierarten zu schützen.

## Name
Warrego ist ein Wort der Aborigines und bedeutet im Deutschen „Sandfluss“- Zwei Kriegsschiffe der Royal Australian Navy wurden nach dem Fluss „HMAS Warrego“ benannt.